# Montalto delle Marche

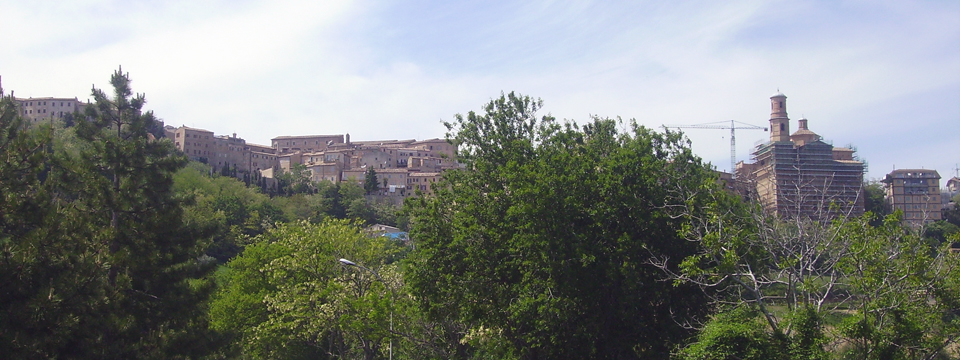
Montalto delle Marche

Montalto delle Marche ist eine italienische Gemeinde (comune) mit 1848 Einwohnern (Stand 31. Dezember 2023) in der Provinz Ascoli Piceno in den Marken. Die Gemeinde liegt etwa 15 Kilometer nordnordöstlich von Ascoli Piceno und grenzt unmittelbar an die Provinz Fermo.

## Geschichte
Montalto delle Marche war im Kirchenstaat eine bedeutende Gemeinde. Im 16. Jahrhundert errichtete Papst Sixtus V. das Bistum Montalto mit der Kathedrale Santa Maria Assunta und eine Münzprägerei.

## Persönlichkeiten
- Giuseppe Pignatta (1655–1714), Kleriker und Komponist
- Carlo Sacconi (1808–1889), Kardinal
- Giuseppe Sacconi (1854–1905), italienischer Architekt
- Libero Bizzarri (1926–1986), Journalist

## Gemeindepartnerschaften
Montalto delle Marche unterhält eine Partnerschaft mit der französischen Gemeinde Montreuil-le-Gast im Département Ille-et-Vilaine.